# يوهان دي توماسو
يوهان دي توماسو (بالفرنسية: Yohan Di Tommaso)‏ (9 يوليو 1983 باشيرول في فرنسا - ) هو لاعب كرة قدم فرنسي في مركز الهجوم. لعب مع بورغ أون بريس بيروناس ونادي إيفيان ونادي تولون ونادي روان ونادي فريجوس ونادي مارتيغ ونيم أولمبيك ونادي سانت بريست ‏ وLyon-La Duchère ‏.

## وصلات خارجية
- يوهان دي توماسو على موقع قاعدة بيانات كرة القدم.إي يو (الإنجليزية)